# Islas Nueva Georgia
Las islas Nueva Georgia son un archipiélago de islas situadas en el sur del océano Pacífico pertenecientes a la Provincia Occidental de Islas Salomón. Al sur del archipiélago se encuentra el mar de Salomón y al norte de estrecho de Nueva Georgia.

## Islas
Las principales islas del archipiélago son las siguientes: 
- Nueva Georgia;
- Vella Lavella;
- Kolombangara, que es un volcán inactivo;
- Gizo;
- Vangunu;
- Rendova;
- Ranongga;
- Ngagatokae;
- Mbava;
- Tetepare;
- Simbo;
- Arundel;
- Parara o Vonavona.

## Geografía
Las mayores islas son montañosas y están cubiertas por una selva tropical. Están rodeadas de arrecifes de coral e incluyen el mayor lago de agua salada del mundo, el lago Marovo.
En el archipiélago se encuentra la isla Kennedy, donde el que fuera presidente de los Estados Unidos de América pasó tres días tras el naufragio que sufrió su embarcación durante la II Guerra Mundial. Bastantes islas del archipiélago sirvieron de escenario a combates durante el conflicto armado.
Las mayores poblaciones son Gizo, en la isla homónima de Ghizo, Munda y Noro. Las principales actividades económicas son la silvicultura y la pesca. En las islas de hablan las lenguas de Nueva Georgia.
Una de las menores islas del archipiélago, la isla Ranongga, se elevó unos 3 metros sobre el nivel del océano tras el Terremoto de las Islas Salomón de 2007, provocando un aumento de la línea de costa de unos 70 metros.
- Datos: Q383986